# Steve Brinkman
Steve Brinkman (ur. 12 stycznia 1978 w Bowmanville) – kanadyjski siatkarz, gra na pozycji środkowego. Wielokrotny reprezentant Kanady, uczestnik Mistrzostw Świata w 2006 roku, rozgrywanych w Japonii. W sezonie 2009/2010 miał reprezentować barwy polskiego klubu AZS-u UWM Olsztyn, z którym podpisał wstępną umowę. Mimo ewentualnych konsekwencji zdecydował się jednak zerwać umowę po otrzymaniu atrakcyjniejszej finansowo propozycji od japońskiego klubu FC Tokyo.

## Kariera
| Lata      | Kluby                    |
| --------- | ------------------------ |
| 1998–2000 | University of Manitoba   |
| 2000–2001 | Arago de Sète            |
| 2001–2002 | Knack Randstad Roeselare |
| 2002–2003 | Arona Tenerife           |
| 2004–2005 | Mail Service Corigliano  |
| 2005–2006 | Tiscali Cagliari         |
| 2006–2007 | EA Patras                |
| 2007–2008 | Iraklis Saloniki         |
| 2008–2009 | Nieftjanik Jarosław      |
| 2009–2010 | Tomis Konstanca          |
| 2010–2011 | FC Tokyo                 |
| 2011–2012 | Itas Diatec Trentino     |
| 2012–2013 | Beijing BAIC Motors      |

## Sukcesy klubowe
Puchar Top Teams:
- 2002

Liga belgijska:
- 2002

Liga hiszpańska:
- 2003

Superpuchar Grecji:
- 2007

Liga grecka:
- 2008

Puchar Rumunii:
- 2009

Liga rumuńska:
- 2010

Superpuchar Włoch:
- 2011

Klubowe Mistrzostwa Świata:
- 2011

Puchar Włoch:
- 2012

Liga Mistrzów:
- 2012

Liga włoska:
- 2012

Liga chińska:
- 2013

## Sukcesy reprezentacyjne
Igrzyska Panamerykańskie:
- 1999

Puchar Panamerykański:
- 2011

Mistrzostwa Ameryki Północnej, Środkowej i Karaibów:
- 2011